# 美人計
美人計（びじんけい）は兵法三十六計の第三十一計にあたる戦術。
色仕掛けで相手の戦意を蕩かせてしまう計略。勢いのある相手と正面からぶつかり合うのは愚策である。敵が強いのであれば美人を献上するのが良い。相手に服属するのに土地を献上すれば戦国時代に六国が秦に服属したときのようになり、金銀財宝を献上すれば宋が遼や金に服属したときのようになるだろう。土地や財宝ではなく、美人を献上して敵将をこれに溺れさせれば、その敵将の野心や攻撃心を挫くとともに肉体を衰弱させることができる。また、土地や財物と違い、味方に負担がかからない。そして、敵の末端の兵士は報酬として得るものがないので主君を恨むように仕向けることができる。
春秋時代末期に越が呉に滅ぼされそうになったとき、呉王の夫差に対して越の范蠡が美女西施や鄭旦らを送り、やがて逆に呉を滅ぼしてしまったという故事がある。